# Dibrova, Kreminna
Dibrova (în ucraineană Діброва) este un sat în orașul raional Kreminna din regiunea Luhansk, Ucraina.

## Demografie
Componența lingvistică a localității Dibrova
     Ucraineană (83,14%)
     Rusă (15,09%)
     Alte limbi (0,89%)
Conform recensământului din 2001, majoritatea populației localității Dibrova era vorbitoare de ucraineană (83,14%), existând în minoritate și vorbitori de rusă (15,09%).